# Aillevans
Aillevans település Franciaországban, Haute-Saône megyében. Lakosainak száma 126 fő (2022. január 1.). Aillevans Arpenans, Les Aynans, Longevelle, Oppenans, Oricourt, Saint-Sulpice és Villersexel községekkel határos.

## Népesség
A település népességének változása:
| Lakosok száma | 146  | 150  | 157  | 148  | 141  | 134  | 130  | 128  | 126  |
|               | 2013 | 2015 | 2016 | 2017 | 2018 | 2019 | 2020 | 2021 | 2022 |